# Shen Yue (actrice)
Shen Yue, (chinois simplifié : 沈月 ; pinyin : Shěn Yuè) née le 27 février 1997 à Wugang, est une actrice, chanteuse et mannequin chinoise. Elle est connue pour ses rôles principaux dans la série télévisée, A Love So Beautiful, Meteor Garden, Count Your Lucky Stars, et Mr. Bad,.